# Steriphodon bedeli
Steriphodon bedeli is een keversoort uit de familie snoerhalskevers (Anthicidae). De wetenschappelijke naam van de soort is voor het eerst geldig gepubliceerd in 1894 door Abeille de Perrin.